# Flagge Härjedalens

Offizielle Flagge der schwedischen Provinz Härjedalen

Die offizielle Flagge Härjedalens (schwedisch: Härjedalens flagga) ist ein Wappenbanner mit dem Wappen der schwedischen Provinz Härjedalen als Motiv.
Auf silbernem Grund befindet sich von links nach rechts eine Zange, ein schwarzes Schmiedegesenk mit rotem Kern und zwei Schmiedehämmer mit rotem Stiel. Das Wappen, welches 1884 offiziell eingeführt wurde, stammt von einem Siegel, das vermutlich seit dem Jahr 1647 in Gebrauch war.

## Inoffizielle Flaggen
Daneben gibt es eine inoffizielle Version der Flagge Härjedalens. Sie ist eine skandinavische Kreuzflagge, wie man sie überwiegend in den nordischen Ländern findet. Auf schwarzem Grund befindet sich ein gelbes Kreuz, das zum Flaggenmast verschoben ist.
Die Flagge wurde Anfang der siebziger Jahre vom Härjedalener Tourismus-Manager Hans Stergel entworfen. Die Farben sind der Werbekampagne Härliga Härjedalen (englisch: Wonderful Härjedalen; deutsch: „Herrliches bzw. wundervolles Härjedalen“) entnommen. Der dabei verwendete und bei Lokalpatrioten beliebte Slogan Fria Härjedalen („Freies Härjedalen“) wurde seit Mitte der sechziger Jahre in den Farben Schwarz und Gelb präsentiert. Die Flagge entstand als Gegenreaktion auf das Kultur- und Marketingprojekt Republik Jämtland und soll die Unabhängigkeit Härjedalens vom Jämtlands län demonstrieren.
Ein alternativer Entwurf entspricht der inoffiziellen Flagge mit umgekehrter Farbstellung: ein schwarzes Kreuz auf gelbem Grund.

Inoffizielle Flagge Härjedalens
Alternativer Entwurf